# ルカーシュ・ミガリャ
ルカーシュ・ミガリャ（Lukáš Migaľa 、1990年7月4日 - ）は、スロバキア・フヌーシュチャ出身のサッカー選手。FKデュクラ・バンスカー・ビストリツァ所属。ポジションは、ディフェンダー（ライトバック）。

## クラブ歴
2015年3月7日、フォルトゥナ・リーガのドゥナイスカー・ストレダ戦でデビューを果たしたが、66分にイエローカードを受けた。